# Silvia Radu
Silvia Radu (Pătroaia-Vale, 1935. június 30. – 2025. május 25.) román szobrász, fazekas és festő.

## Élete
1960-ban végzett a Bukaresti Képzőművészeti Akadémián. Vasile Gorduz román szobrászművész felesége. Munkái a Tyler Román és Modern Művészeti Gyűjteményben is megtalálhatók.
Romániai köztéri monumentális alkotások, valamint köz- és magángyűjteményekben fellelhető szobrok alkotója.

## Művei (válogatás)
- 1965: Manóle mester legendája Herăstrău Park, Bukarest
- 1986: Hősök emlékszobra Potlogeni
- 1969: Környezeti szobor Costinești
- 1971: Neptun márványszobor, Neptun
- 1994: A Szent György bronzszobor, Szent György tér, Temesvár

## Egyéni kiállítások (válogatás)
- 1965: Kiállítás a bukaresti Sala Dallesben
- 1986: Festménykiállítás a Konstancai Művészeti Múzeumban
- 1989: Festészet, szobrászat, porcelán, Sala Dalles, Bukarest
- 2003: UAP galériák Harinai evangélikus templomban
- 2003: Művészeti Múzeum, Kolozsvár[7]
- 2007: Galeria Calina, Temesvár

## Csoportos kiállítások (válogatás)
- 1979: Velencei Biennálé Kiállítás
- 1992: UNESCO-kiállítás, Párizs[8]
- 1998: Budapesti Nemzetközi Kiállítás

## Elismerési, díjai
- Képzőművészek Szövetségének szobrászati 2. díja (1968)
- Monumentális művészeti 2. díj (1974)
- Memory and Project Exhibition díj (1999)
- Az Anonymous Alapítvány „Prometheus Opera Omnia díja” (2003)[9]

## Fordítás
- Ez a szócikk részben vagy egészben  a   Silvia Radu című angol Wikipédia-szócikk fordításán alapul.  Az eredeti cikk szerkesztőit annak laptörténete sorolja fel. Ez a jelzés csupán a megfogalmazás eredetét és a szerzői jogokat jelzi, nem szolgál a cikkben szereplő információk forrásmegjelöléseként.